# Black Stone: Magic and Steel
Black Stone: Magic and Steel (エクスチェイサー, Ex-Chaser) est un jeu vidéo de rôle développé par XPEC Entertainment et édité par Xicat Interactive, sorti en 2003 sur Xbox.

## Accueil
- Jeuxvideo.com : 8/20[1]